# All for Business
All for Business — студійний альбом американського блюзового музиканта Джиммі Докінса, випущений лейблом Delmark в 1973 році. Записаний 27 жовтня та 1 листопада 1971 року на студії Chess Studios в Чикаго (Іллінойс).

## Опис
У записі взяли участь гітарист Отіс Раш та співак Ендрю «Біг Войс» Одом, який виконав майже всі вокальні партії.
Альбом став другим для Докінса на лейблі Delmark. Серед композицій — інструментальная версія блюзового стандарту «Sweet Home Chicago» Роберта Джонсона.
28 листопада 1990 року Delmark Records перевидали альбом на CD з трьома бонус композиціями.

## Список композицій
1. «All for Business» (Джиммі Докінс) — 4:46
2. «Cotton Country»  — 8:15
3. «Moon Man»  — 5:04
4. «Down So Long»  — 4:03
5. «Welfare Blues» (Джиммі Докінс) — 4:31
6. «Having Such a Hard Time»  — 3:44
7. «Contro»(«Sweet Home Chicago») (Роберт Джонсон) — 7:25
8. «Born in Poverty» (Джиммі Докінс) — 7:27

Бонус-треки перевидання на CD
1. «Jammin' With Otis»  — 5:57
2. «Hippies Playground»  — 3:22
3. «Moon Man» [альтернативна версія]  — 4:16

## Учасники запису
- Джиммі Докінс — гітара, вокал (4, 6)
- Біг Войс Одом — вокал (усі інші)
- Отіс Раш — гітара
- Джим Конлі — тенор-саксофон
- Сонні Томпсон — орган, фортепіано
- Ернест Гейтвуд — бас
- Роберт Краудер — ударні (1, 8, 10)
- Чарлі Гікс — ударні (2-7, 9)

Технічний персонал
- Роберт Кестер — продюсер, керівник
- Стівен Вагнер — продюсер
- Стю Блек — звукоінженер
- Ел Брендтнер — дизайн
- Нік Аллен — фотографія